# Boks reklamowy
Boks reklamowy – płatna forma reklamy internetowej w wyszukiwarkach internetowych oraz na witrynach internetowych zawierających treść tekstową. 
Reklama jest emitowana tylko w formie tekstowej i składa się z czterech wierszy:
- Tytuł boksu reklamowego,
- Pierwszy wiersz boksu reklamowego,
- Drugi wiersz boksu reklamowego,
- Wyświetlany adres strony WWW (może być inny niż adres docelowy).